# József Borsos
Jozsef Borsos (21. prosince 1821 – 19. srpna 1883) byl maďarský malíř portrétů a fotograf. Byl také známý svými četnými „žánrovými“ malbami a je nejčastěji uznáván jako umělec biedermeieru.

## Galerie

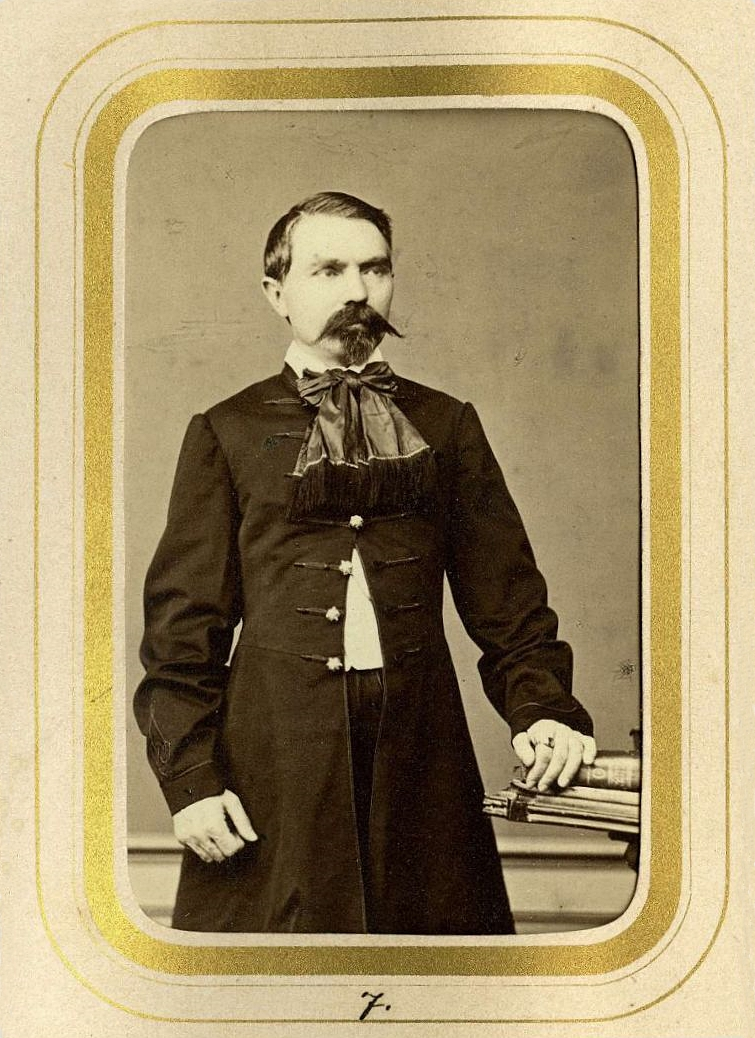
Ács Károly
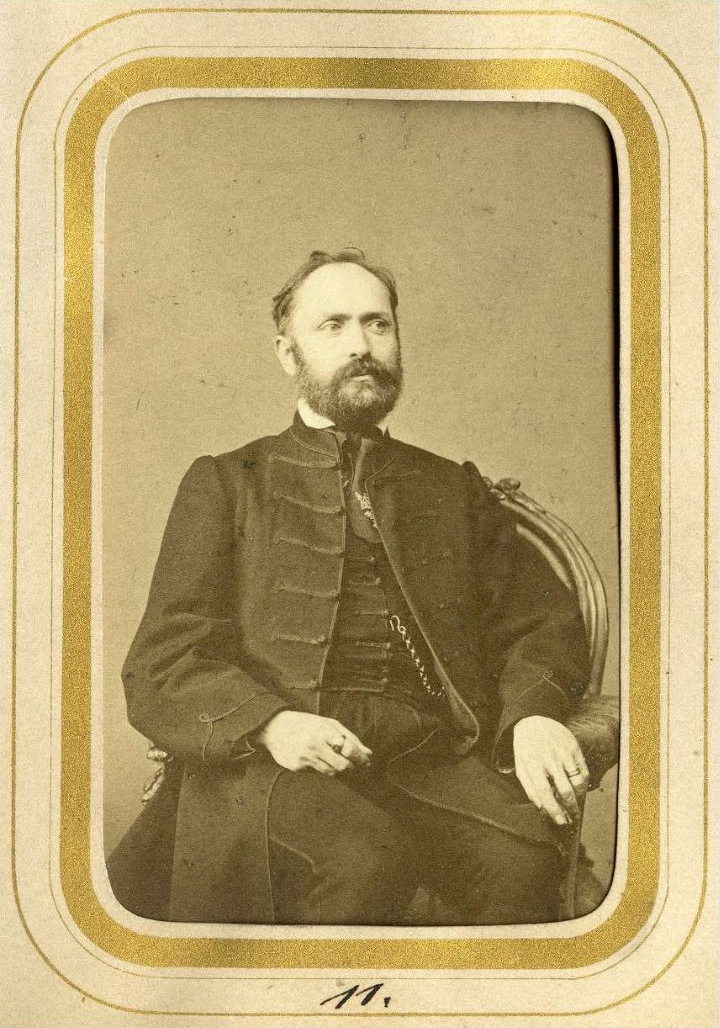
Berzeviczy Tivadar
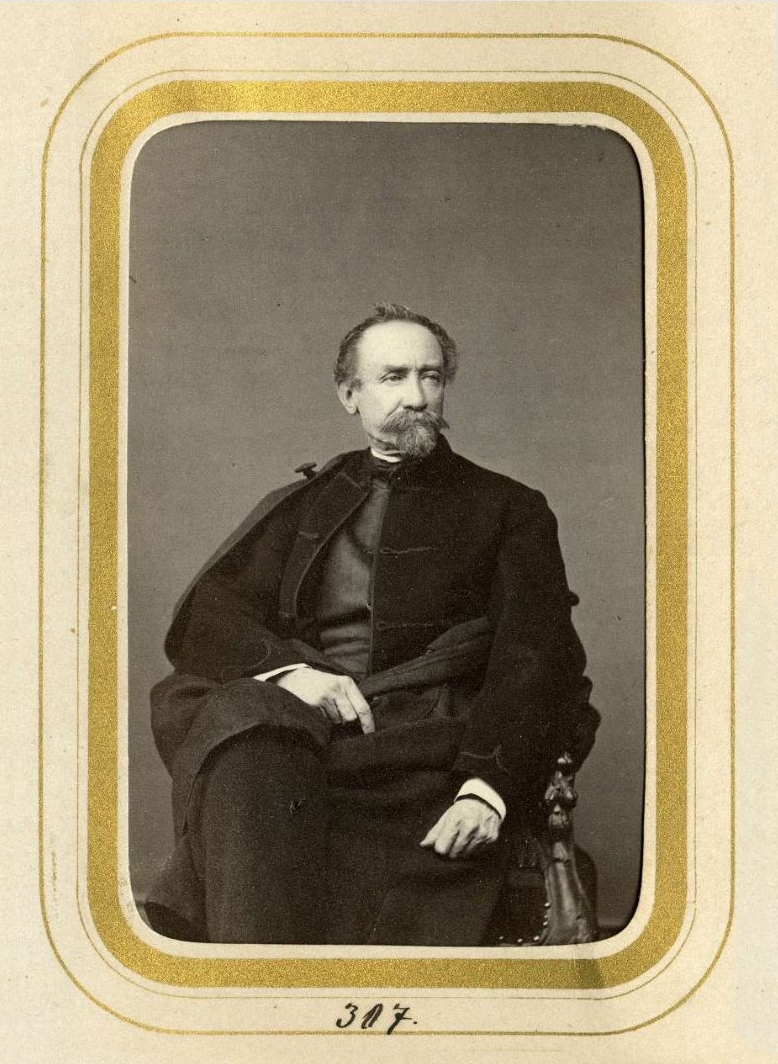
Arcibiskup Ürményi József
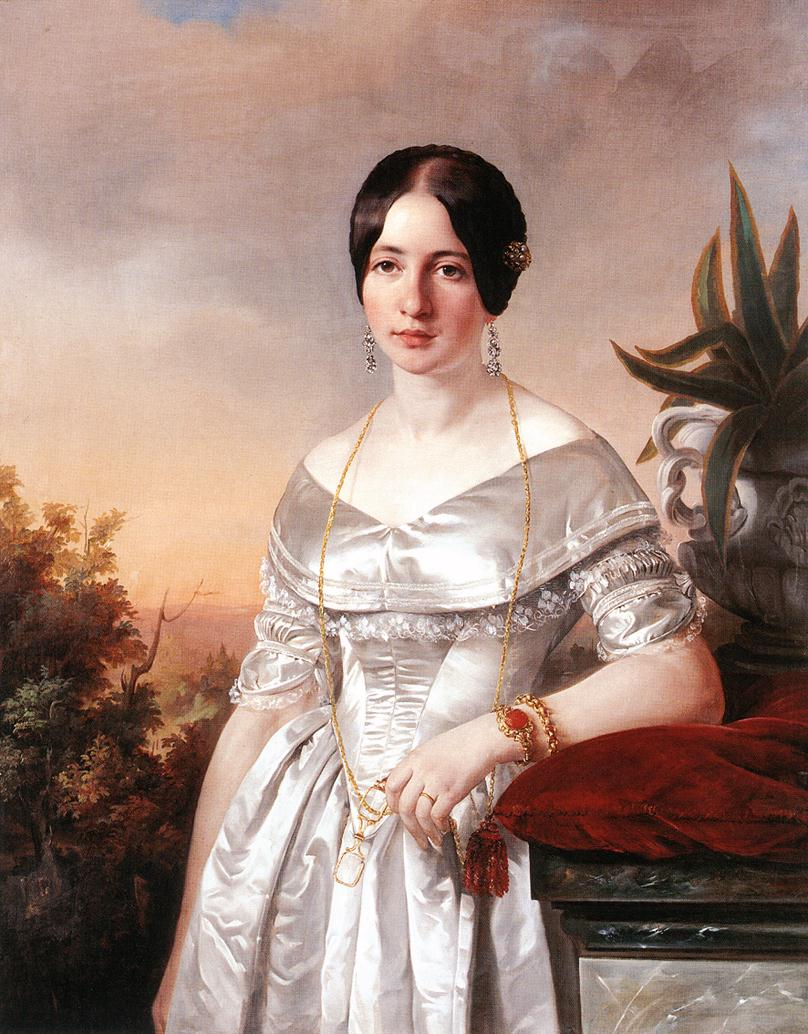
Lady with a Lorgnette, 1856
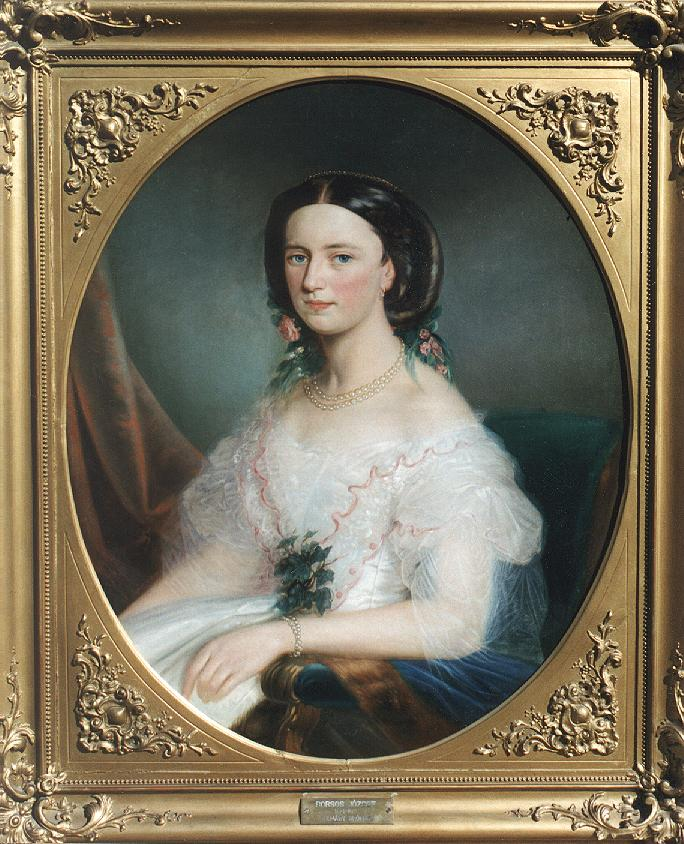
Countess Almásy 1852
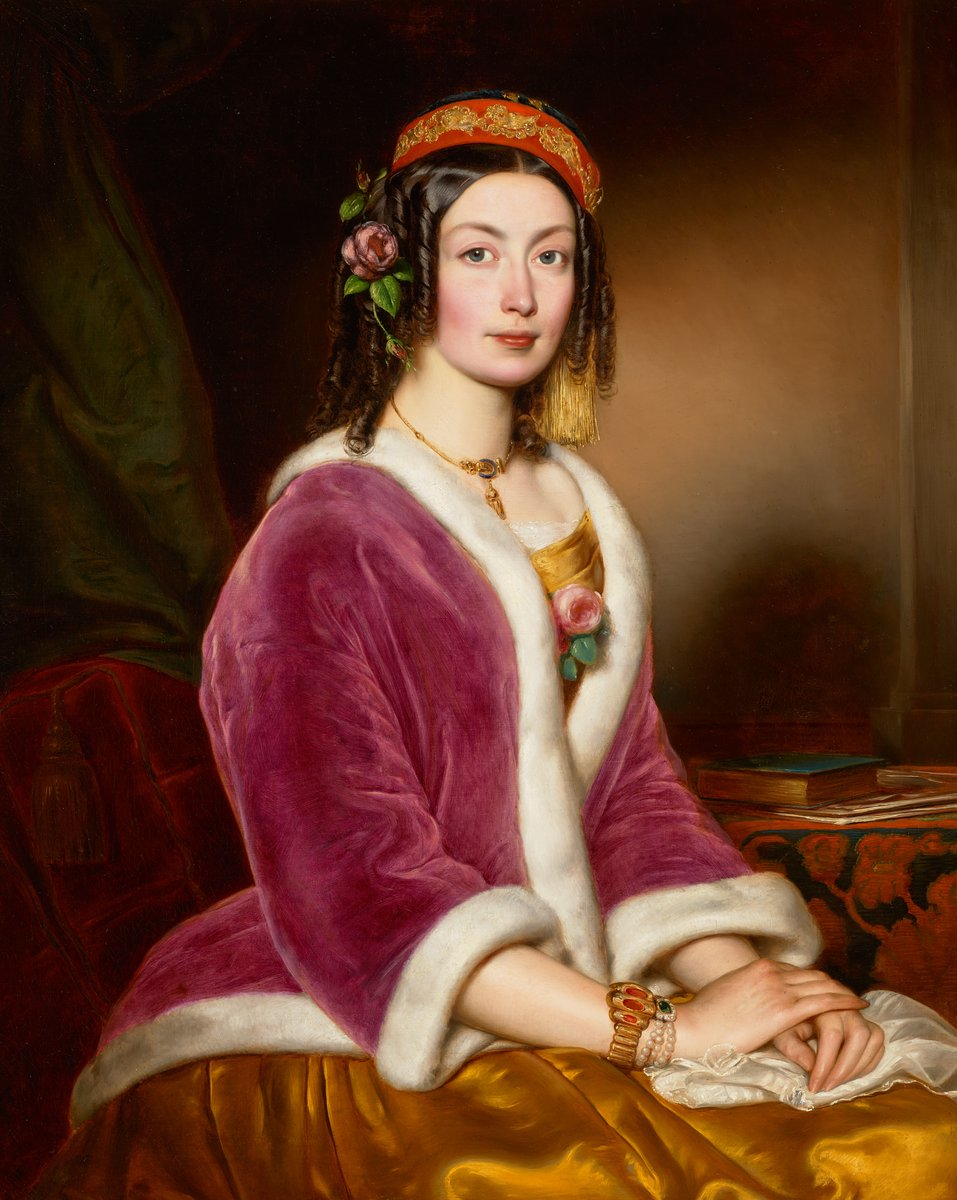
Nő bársonymentében
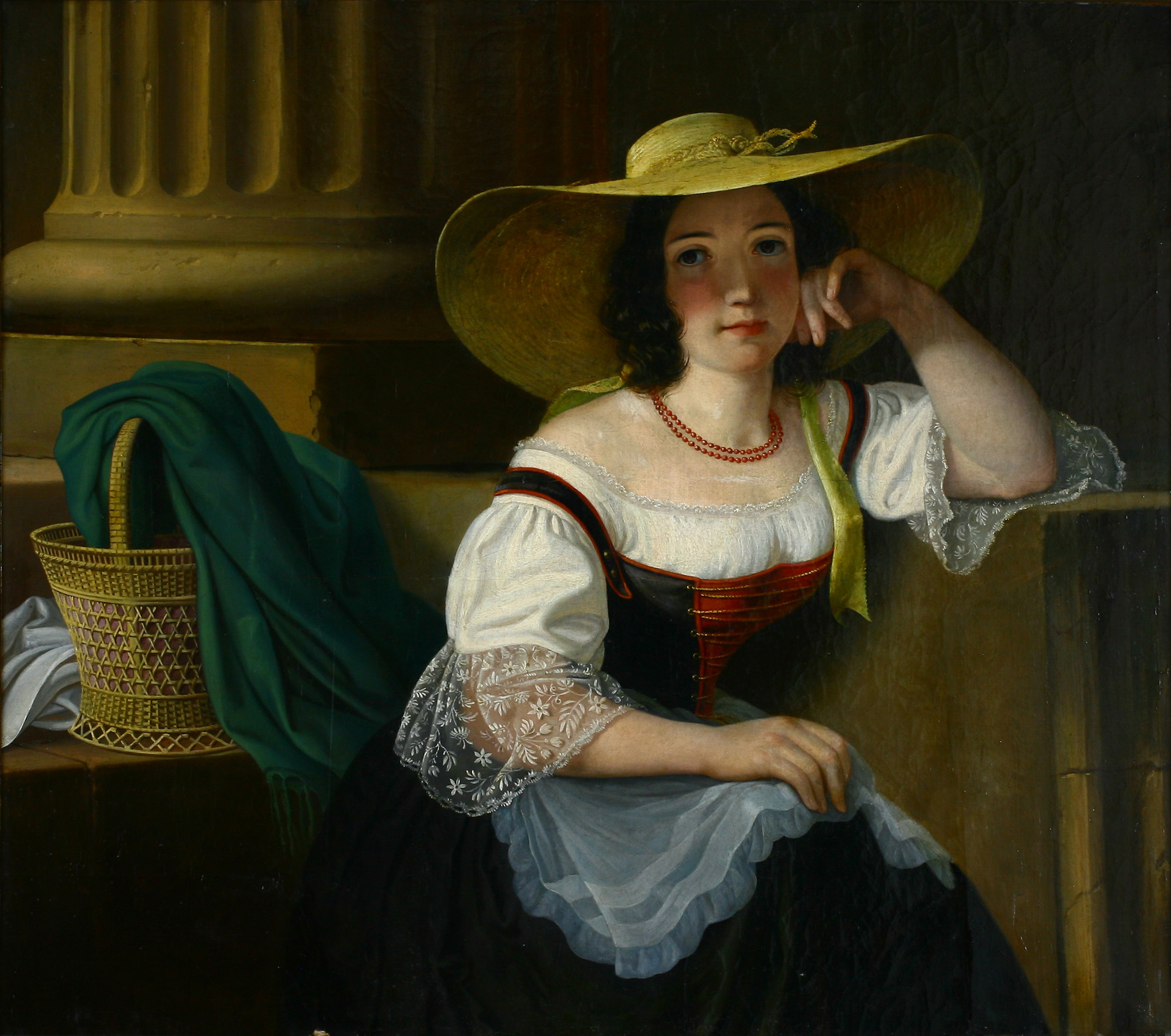
Sitzende Dame mit Sonnenhut vor kanneliertem Säulenschaft
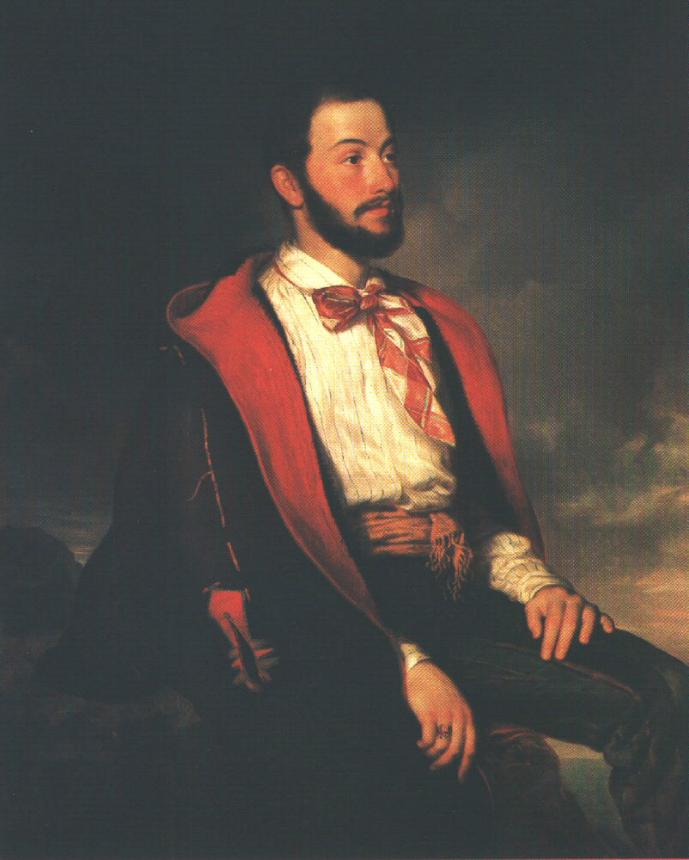
Portrét Kristófa Hegedűse, 1844